# Крафт, Михаил Евгеньевич
Михаил Евгеньевич Крафт (10 июня 1888 — 1951, Колумбия) — русский морской офицер, капитан-лейтенант, участник Первой мировой войны. Георгиевский кавалер. Участник Гражданской войны в России. В эмиграции во Франции.

## Биография

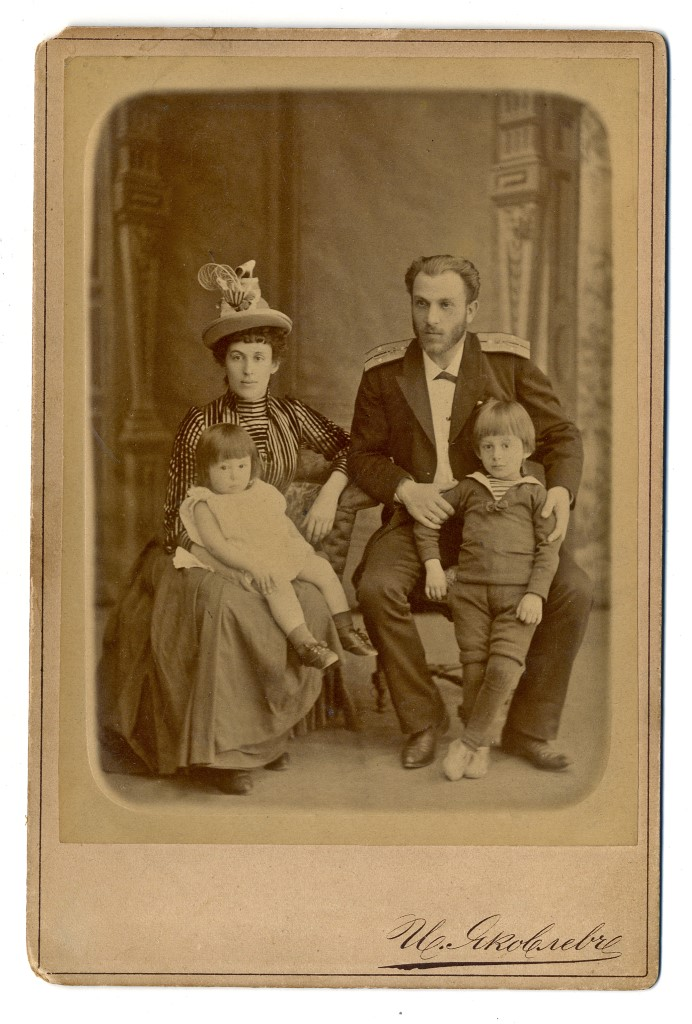
Кока Крафт с отцом лейтенантом Е. К. Крафтом 20 апреля 1890

Родился 10 июня 1888 года в семье лейтенанта Крафта Евгения Карловича (1861), впоследствии вице-адмирала.
Окончил Морской кадетский корпус в 1908 году, мичман. Принимал участие в спасении пострадавших от землетрясения в Мессине. Окончил Штурманский офицерский класс в 1912 году.
Участник Первой мировой войны. Офицер подводного плавания с 1916 года. Награждён Георгиевским оружием в 1916 году. Старший лейтенант. Командир подводной лодки «Тюлень» в Севастополе (1917—1918). Последний поход лодка выполнила в начале октября 1917 года, захватив турецкий пароход «Козлу».
Участник Гражданской войны в России. Генералом П. Н. Врангелем за боевые отличия 29 марта 1920 года был произведен в капитаны 2-го ранга. Участник Крымской эвакуации. На Русской эскадре в Бизерте. Командир эсминца «Поспешный» (02.1921 — 02.1922). В эмиграции во Франции, был таксистом в Париже. Последние годы жизни провел в Колумбии, где умер в 1951 году.